# Métairie de Val Duchesse
Pour les articles homonymes, voir Métairie.
La Métairie de Val Duchesse (en néerlandais : Hof van Hertoginnedal), située à le long de la Moorselstraat à Moorsel (commune de Tervuren), appartenait au prieuré de Val Duchesse d'Auderghem. Pour pouvoir emprunter l'Oudergemseweg, les fermiers devaient fournir à cette métairie des biens en nature. En 1796, tous les biens de l'abbaye furent confisqués par l'occupant français et vendus à des particuliers,,.